# Marcel Thull
Marcel Thull (* 24. März 1951 in Tetingen (Kayl)) ist ein ehemaliger luxemburgischer Radrennfahrer und nationaler Meister im Radsport.

## Sportliche Laufbahn
Thull war Teilnehmer der Olympischen Sommerspiele 1976 in Montreal. Beim Sieg von Bernt Johansson im olympischen Straßenrennen schied er aus. 1976 gewann er die nationale Meisterschaft im Straßenrennen der Amateure vor Lucien Didier. Dreimal wurde er Vize-Meister.

## Familiäres
Marcel Thull ist der Bruder von Roger Thull, der als Profi ebenfalls Radsport betrieben hatte.